# Lelek americký
Lelek americký (Phalaenoptilus nuttallii) je noční pták z čeledi lelkovití (Caprimulgidae), který se vyskytuje na severoamerickém kontinentu od Britské Kolumbie a jihovýchodní Alberty přes středozápad Spojených států až po severní Mexiko. Biotopem lelků jsou suché křovinaté a travnaté oblasti, občas dokonce kamenité pusté svahy pouštního typu s minimem vegetace. Jedná se o jediného zástupce rodu Phalaenoptilus.
Velká část severní populace ptáků migruje do zimovišť ve středním a západním Mexiku, avšak část ptáků žije usedavě a netáhne. Lelek americký je jediný známý pták, který prokazatelně na delší dobu upadá do torporu.

## Taxonomie
Druh byl poprvé formálně popsán a rovnou i ilustrován v roce 1844 francouzsko-americkým ornitologem Johnem Jamesem Audubonem na základě samčího exempláře nalezeného na východním břehu řeky Missouri mezi Fort Pierre a ústím řeky Cheyenne v Jižní Dakotě. Audubon ptáku udělil binomické jméno Caprimulgus nuttallii. Druhové jméno nuttallii autor vybral k uctění svého přítele a ornitologa Thomase Nuttalla. Druh byl přesunut do vlastního rodu Phalaenoptilus americkým ornitologem Robertem Ridgwayem v roce 1880.
Rodové jméno je kombinací starořeckých phalaina, což znamená „můra“, a ptilon, tedy „opeření“.
V rámci druhu je rozeznáváno šest poddruhů:
- P. n. nutalli (Audubon, 1844) – nominátní poddruh, páří se na většině území Severní Ameriky.
- P. n. californicus Ridgway, 1887 – angl. dusky poorwhill (šerý lelek), tmavší a hnědší než nominátní poddruh. Vyskytuje se v západní Kalifornii a na severu mexického státu Baja California.
- P. n. hueyi Dickey, 1928 – angl. desert poorwhill (pouští lelek), bledší než nominátní poddruh. Vyskytuje se v jihovýchodní Kalifornii, jihozápadní Arizoně a severovýchodě Baja California.
- P. n. dickeyi Grinnell, 1928 – angl. San Ignacio poorwill (lelek ze San Ignacia), je menší s méně výrazným kropením oproti subsp. californicus. Vyskytuje se v jižní části Baja California.
- P. n. adustus Van Rossem, 1941 – angl. Sonoran poorwill (Sonoranský lelek), je bledší a hnědší než nominátní poddruh. Vyskytuje se od jižní Arizony po severní Mexiko.
- P. n. centralis Moore, RT, 1947 – vyskytuje se ve středním Mexiku.

## Popis
S 18 cm na délku a rozpětím křídel kolem 30 cm se jedná se o nejmenšího zástupce severoamerických lelků. Váží 36–58 gramů. Opeření je šedo-černé s nahnědlým kropením. Vnější ocasní pera jsou zakončena bílou barvou, která je u samců o něco výraznější. Přední strana krku je bílá. Oči jsou černé a velké, nohy krátké a černé. Pohlavní dimorfismus je nevýrazný. Lelek je při posedu ve svém typickém habitatu výborně maskován a připomíná spíše uschlý list než živočicha.
Lelek americký je dobře rozlišitelný od ostatních lelkovitých díky svému malému vzrůstu, světle šedému zbarvení, krátkému zobáku a zakulaceným křídlům, které při složení sahají až ke konci krátkého ocasu.

## Biologie

### Vokalizace
Lelci se zvukově projevují krátkým volání pú-i, ke kterému dochází od soumraku do úsvitu. V těsné blízkosti tokajícího ptáka lze slyšet ještě třetí slabiku lou, celý tok tedy zní něco jako pú-i-lou. V letu se někdy ozývá krátkým čak.

### Torpor
Lelek americký je jediný známý druh ptáka, který upadá do dlouhodobého torporu až hibernace. Během torporu klesne tělesná teplota lelků z obvyklých 41 °C na 18 °C. Povrchová teplota těla může klesnout i pod 3 °C. K torporu se lelci uchylují pouze mimo hnízdní období.
K torporu dochází u populace z jižních hranic Spojených států (oblasti kolem Kalifornie, Arizony a Nového Mexika), kde lelci většinu zimy tráví v nehybném stavu v úkrytech kamenů. Takto dlouhodobý útlum životních funkcí, do kterého lelci upadají, je spíše blízký hibernaci než torporu a mezi ptáky nemá obdoby. Během torporu může dojít k pasivnímu ohřívání ptáků sluncem, takže jejich teplota může kolísat o více než 25 °C. Při pokusech v terénu se zakrytím ptáků před sluncem bylo zjištěno, že ptáci mohou v torporu zůstat i 45 dní. Delší torpory se skládaly z kratších cyklů o délce 4–7 dní.
Torporu lelků si byli vědomi už domorodí Hopiové, mezi kterými je pták znám jako hölchko, což v hopijštině znamená „Ten, jenž spí“. V roce 1804 Meriwether Lewis během Lewisovy a Clarkovy expedice zaznamenal hibernující lelky americké v Severní Dakotě. Lewis tato pozorování sice pečlivě zaznamenal do svého deníku, nicméně jak sám Lewis, tak jeho následovníci nepokládali tato pozorování za nijak významná. První vědecký popis torporu u lelků amerických pochází tedy až z roku 1948 z pera amerického biologa Edmunda Jaegera, který v roce 1946 nalezl hibernujícího jedince v pohoří Chuckwalla v Kalifornii.

### Rozmnožování
V jižních částech areálu rozšíření dochází k rozmnožování od března do srpna, v severních částech od konce května do září. Hnízdo lelků představuje mělký důlek v zemi, často na úpatí kopce v částečném stínu keřů nebo trsů trávy. Snůška obsahuje dvě vejce. Jejich barva bývá bílá až krémová nebo světle růžová, někdy s tmavším tečkováním. Inkubační doba trvá 20–21 dní, obě pohlaví se na vejcích střídají. K osamostatnění mláďat dochází 20–23 dní po vylíhnutí.
V případě ztráty snůšky dochází k náhradní snůšce. Často dochází i ke druhé snůšce, která bývá kladena do nového hnízda vzdáleného kolem 100 m od prvního hnízda. V těchto případech inkubuje druhou snůšku pouze samice, zatímco samec shání potravu pro mláďata z první snůšky.

### Potrava
Podobně jako ostatní lelkovití, i lelci američtí se krmí nočním hmyzem, jako jsou můry, brouci a kobylky. Nestravitelné části potravy vyvrhuje ve formě vývržků (podobně jako např. sovy). Pije za letu.

## Galerie

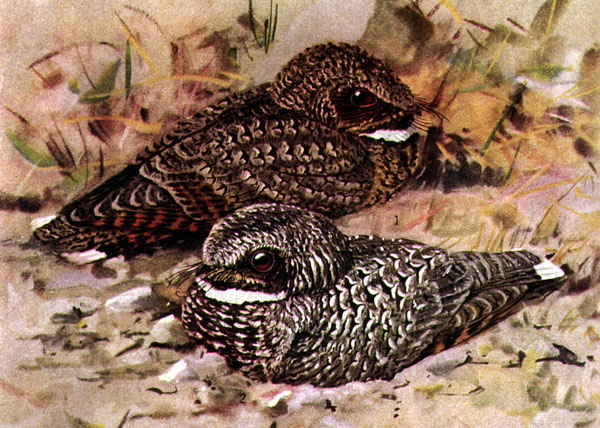
Lelek americký – nominátní poddruh vpředu, subsp. californicus vzadu
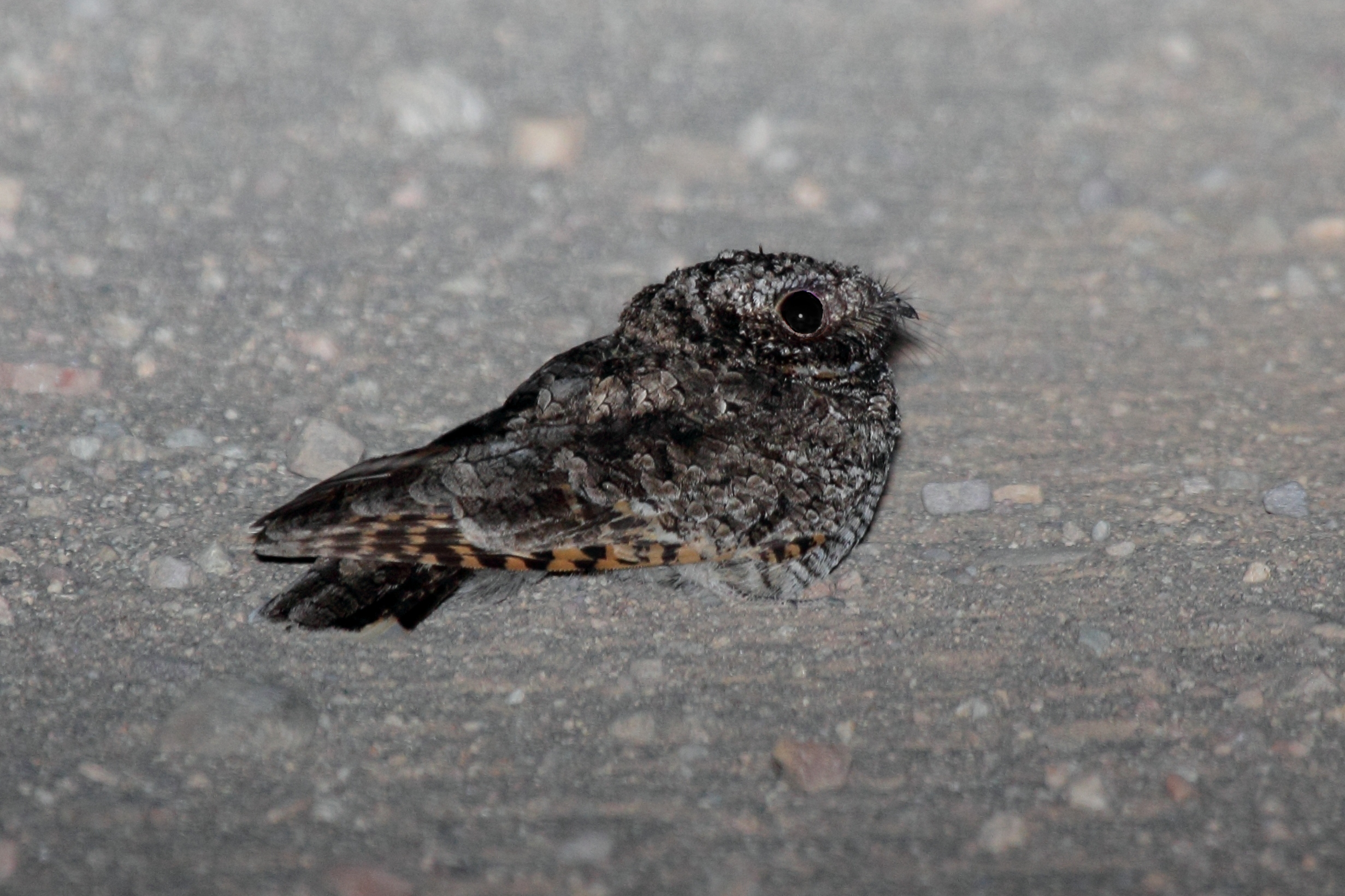
Lelek sedící v písku
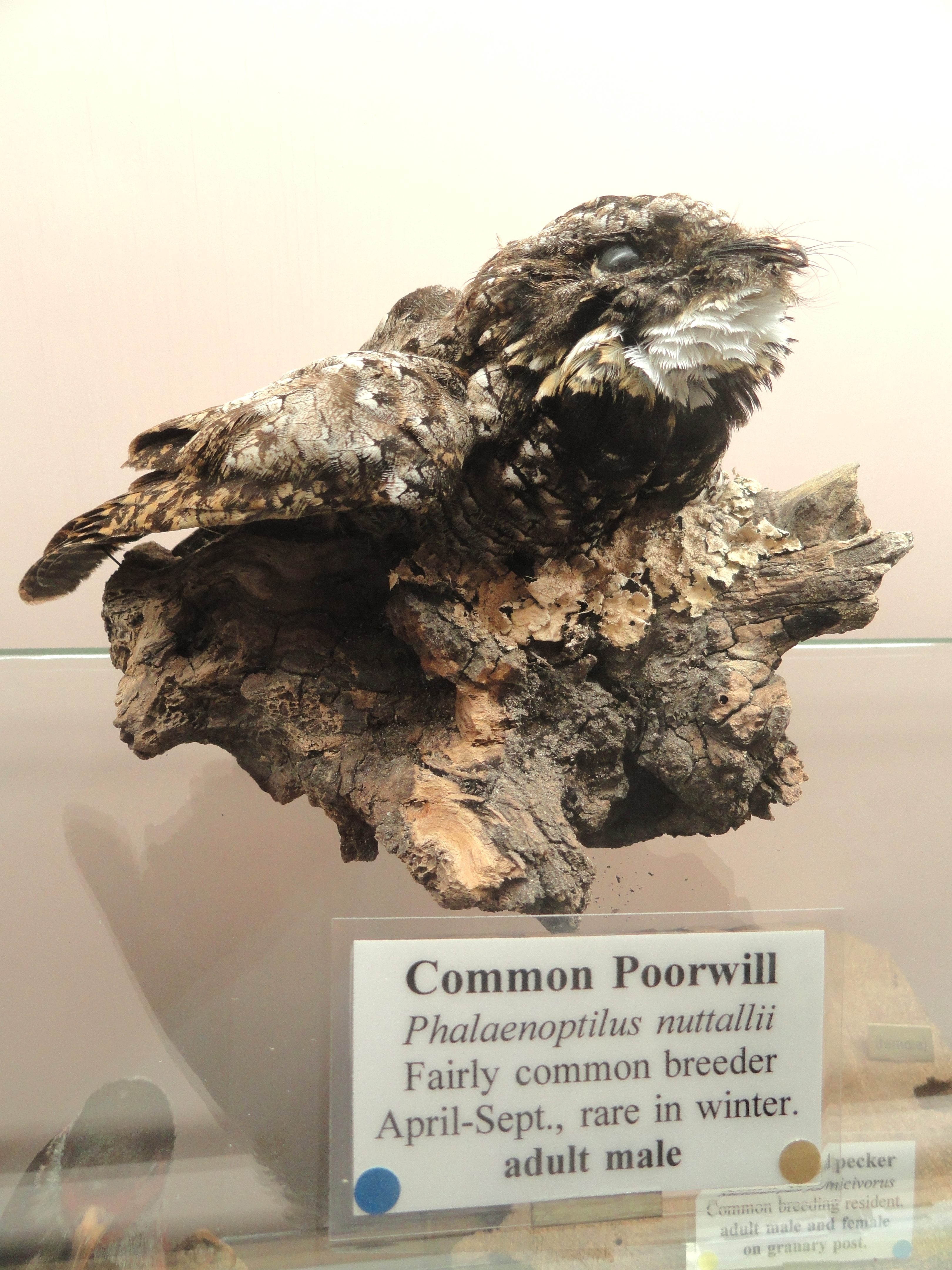
Vycpaný samec
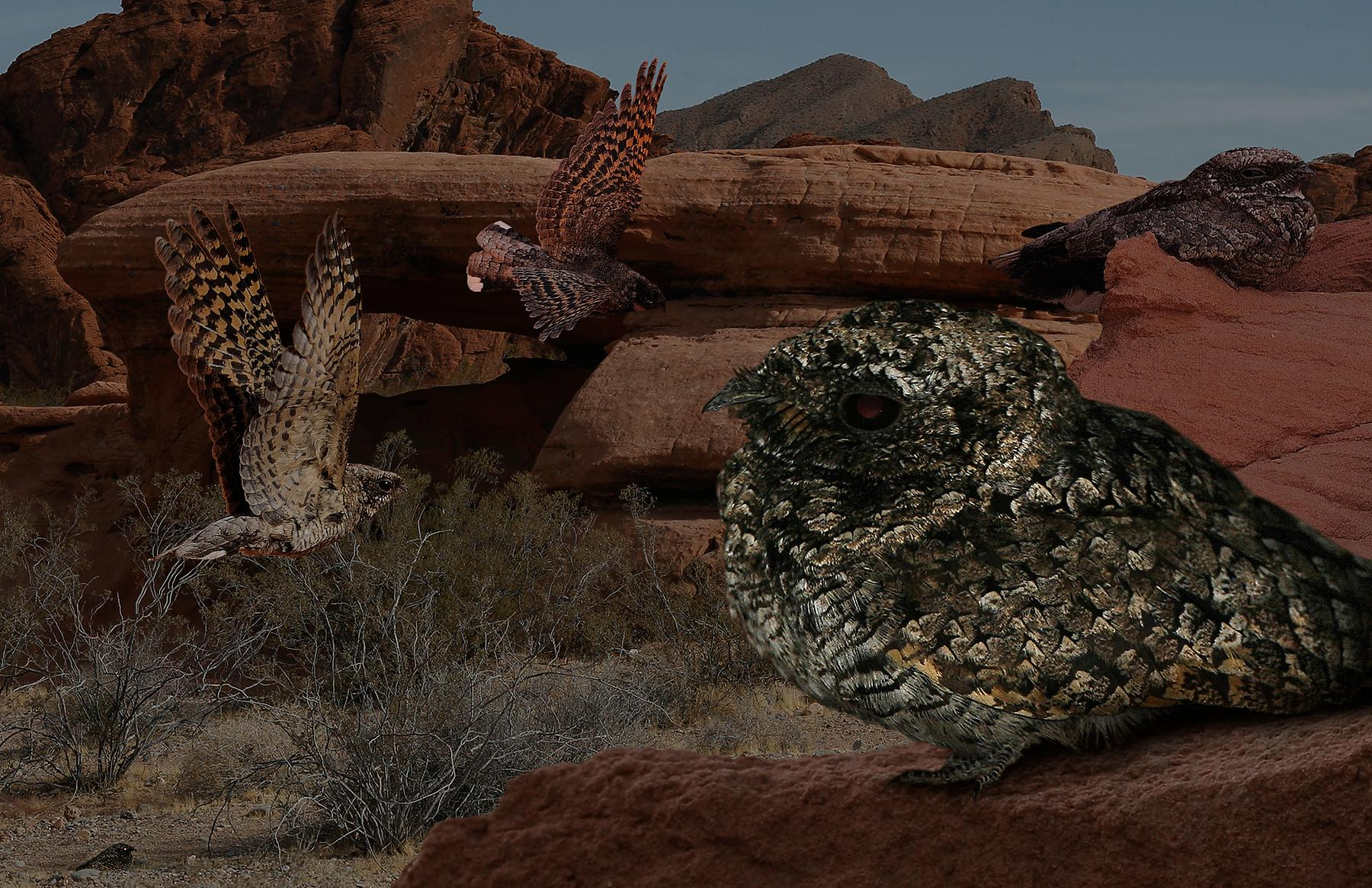
Koláž několika lelků